# 合浦站
合浦站位于广西壮族自治区北海市合浦县廉州镇，是钦北铁路及钦北高速铁路上的一座中间站，目前该站途径有发往南宁站、桂林站、广州南站和北海站等车站的动车组列车。
车站于2014年6月25日交付使用，7月1日投入运营。未来，其将作为合湛铁路的起点，连接广东省湛江市。本站有更名为“北海北站”的计划。